# Zmarli w roku 2010

## Styczeń 2010
Zobacz Zmarli w styczniu 2010.

## Luty 2010
Zobacz Zmarli w lutym 2010.

## Marzec 2010
Zobacz Zmarli w marcu 2010.

## Kwiecień 2010
Zobacz Zmarli w kwietniu 2010.

## Maj 2010
Zobacz Zmarli w maju 2010.

## Czerwiec 2010
Zobacz Zmarli w czerwcu 2010.

## Lipiec 2010
Zobacz Zmarli w lipcu 2010.

## Sierpień 2010
Zobacz Zmarli w sierpniu 2010.

## Wrzesień 2010
Zobacz Zmarli we wrześniu 2010

## Październik 2010
Zobacz Zmarli w październiku 2010

## Listopad 2010
Zobacz Zmarli w listopadzie 2010

## Grudzień 2010
Zobacz Zmarli w grudniu 2010